# Bryconella
Genre
Bryconella est un genre de poissons téléostéens de la famille des Characidae et de l'ordre des Characiformes. Le genre Bryconella est mono-typique, c'est-à-dire qu'il n'est composé que d'une seule espèce, Bryconella pallidifrons.

## Liste d'espèces
Selon FishBase (9 juin 2015):
- Bryconella pallidifrons (Fowler, 1946)